# Zvonimir Bošnjak
Zvonimir Bošnjak, bh. bivši košarkaš i košarkaški trener, športski djelatnik, danas političar i lokalni dužnosnik. Po struci je diplomirani pravnik.

## Životopis
Rođen u hrvatskoj obitelji oca iz Rame i majke rodom iz Vitine. Život mu je vezan uz Sarajevo, za Marijin dvor, predio koji je kroz povijest bio dijelom hrvatskog kulturnog miljea u Sarajevu. Diplomirao je pravo. Igrao je košarku za Bosnu. Jedno je vrijeme bio trener Omladinca. Uključio se u politiku. Član je SDP-a. Obnaša dužnost predsjednika Vijeća MZ-a Marijin dvor - Crni Vrh. Bivši je pomoćnik načelnika za opće poslove u sarajevskoj Općini Centar.

## Zanimljivosti
Kum Zvonimira Bošnjaka je poznati glazbenik Davorin Popović.